# جائزة الكرة الذهبية 1984
جائزة الكرة الذهبية 1984، جائزة سنوية تُعطى لأفضل لاعب كرة القدم في العالم من طرف مجلة فرانس فوتبول الفرنسية، كما تقرره لجنة دولية من الصحفيين الرياضيين، وفاز بالجائزة في 1984 اللاعب الفرنسي ميشيل بلاتيني لاعب يوفنتوس.

## الترتيب
| الترتيب | اللاعب             | النادي       | الجنسية  | النقاط |
| ------- | ------------------ | ------------ | -------- | ------ |
| 1       | ميشيل بلاتيني      | يوفنتوس      | فرنسا    | 128    |
| 2       | جان تيغانا         | بوردو        | فرنسا    | 57     |
| 3       | بريبن إلكيير لارسن | هيلاس فيرونا | الدنمارك | 48     |